# Разумовка (Полтавская область)
Разумовка (укр. Розумівка) — село,
Липянский сельский совет,
Карловский район,
Полтавская область,
Украина.
Код КОАТУУ — 5321682903. Население по переписи 2001 года составляло 362 человека.

## Географическое положение
Село Разумовка находится на одном из истоков реки Сухая Липянка,
ниже по течению на расстоянии в 1,5 км расположено село Абрамовка (Машевский район).
На реке несколько запруд.

## Объекты социальной сферы
- Детский сад.